# The Darling of Paris
The Darling of Paris (o The Hunchback of Notre Dame) è un film muto del 1917 diretto da J. Gordon Edwards.

## Produzione
Il film - che venne girato nel New Jersey - fu prodotto dalla Fox Film Corporation.

## Distribuzione
Distribuito dalla Fox Film Corporation, il film uscì nelle sale cinematografiche USA il 22 gennaio 1917. Ne fu fatta una riedizione che fu distribuita il 16 febbraio 1919.
Non si conoscono copie ancora esistenti della pellicola che viene considerata presumibilmente perduta.